# Isaac del Toro
Isaac del Toro Romero (Ensenada, 27 november 2003) is een Mexicaans wielrenner die in 2024 prof werd bij UAE Team Emirates.

## Carrière

### Eerste kennismaking als belofte
Als tweedejaars junior nam Del Toro deel aan zowel de tijdrit als de wegwedstrijd op het wereldkampioenschap in Vlaanderen. In beide wedstrijden eindigde hij niet bij de beste vijftig.
In de winter van 2021/22 namen Del Toro en een aantal van zijn Mexicaanse ploeggenoten deel aan enkele veldritten. Zo nam Del Toro onder meer deel aan zowel de wereldbekermanche in Tábor (bij de beloften) als die in Koksijde (bij de eliterenners). Op het wereldkampioenschap eindigde hij als twintigste bij de beloften.
In juli 2023 stond Del Toro aan de start van de Ronde van de Aostavallei, na eerder dat jaar al verschillende ereplaatsen te hebben behaald in Italiaanse amateur- en beloftewedstrijden. In de Ronde van de Aostavallei, een vijfdaagse koers voor beloften, finishte Del Toro driemaal als vierde, wat hem de derde plek in het eindklassement opleverde. Een maand later stond hij aan de start van de Ronde van de Toekomst. In de zesde etappe, met aankomst boven op de Col de la Loze, versloeg Del Toro de Amerikaan Matthew Riccitello, die eerder dat jaar de Ronde van Italië al had gereden, in een sprint met twee. Door zijn overwinning steeg Del Toro naar de derde plaats in het algemeen klassement, op slechts 26 tellen van de nieuwe klassementsleider Riccitello. In de slotetappe reed Del Toro bijna drie minuten weg van Riccitello, waardoor hij het eindklassement op zijn naam mocht schrijven. Daarnaast won hij ook het punten-, berg- en jongerenklassement. Later dat jaar tekende Del Toro een contract voor drie jaar bij UAE Team Emirates.

### Debuut op het grote toneel
Zijn debuut voor UAE maakte Del Toro in de Down Under Classic, waar hij, na meerdere malen aangevallen te hebben, op de derde plaats eindigde. Drie dagen later stond hij aan de start van de Tour Down Under. In de tweede etappe, met finish in Lobethal, liet Del Toro zich zien bij de eerste tussensprint. Zo'n vijf minuten na Luke Burns en Jardi van der Lee, die samen de kopgroep vormden, werd Del Toro derde in de tussensprint in Woodside, waarmee hij één bonificatieseconde verzamelde. In de laatste kilometer, nadat Van der Lee en Burns al waren gegrepen en een late uitval van Quinn Simmons en Bastien Tronchon ook op het punt stond om tenietgedaan te worden, plaatste Del Toro een nieuwe aanval. In de straten van Lobethal bleef hij het sprintende peloton voor, won hij de etappe en nam hij de leiderstrui over van Sam Welsford. Hij werd, na Michael Rogers in 2000, de op één na jongste etappewinnaar in de Australische koers. In de twee volgende etappes, die beide in een massasprint eindigden, kwam zijn leiderstrui niet in gevaar. Biniam Girmay kwam, middels bonificatieseconden, wel tot op één seconde. In de vijfde rit, met aankomst op Willunga Hill, verloor Del Toro zes tellen, waardoor de Welshman Stephen Williams de leiderstrui overnam en Del Toro naar de vierde plek in het klassement zakte. In de finale van de slotrit viel Del Toro aan, maar onder andere Williams kon volgen. Williams won het eindklassement; Del Toro steeg één plaats ten koste van Oscar Onley en schreef zo ook het jongerenklassement op zijn naam. In maart werd hij, als vervanger voor Brandon McNulty, opgeroepen voor Milaan-Sanremo, wat zijn debuut in een Monument betekende. Op de Cipressa reed hij even op kop, waarna hij werd gelost uit het peloton en op plek 73 over de finish kwam. Eind april won hij de openingsrit in de Ronde van Asturië, door op de slotklim aan te vallen en met een voorsprong van een minuut solo als eerste aan te komen. In de overige twee etappes, gewonnen door zijn ploeggenoten António Morgado en Finn Fisher-Black, verdedigde hij die zijn leiderstrui met succes, waardoor hij Lorenzo Fortunato opvolgde als eindwinnaar. Del Toro zelf eindigde op respectievelijk de derde en tweede plaats in die etappes. Ook het punten- en het jongerenklassement schreef hij op zijn naam. In het bergklassement bleef enkel Ibon Ruiz, die in de eerste twee etappes deel uitmaakte van de vroege vlucht en zo punten verzamelde, hem voor.

### Eindzege Giro lonkt
In zijn tweede seizoen bij UAE Team Emirates reed hij begin februari naar het podium in de Clásica Jaén, waar hij een halve minuut na de Pool Michał Kwiatkowski finishte. Medio maart boekte hij zijn eerste zege van het seizoen; in de wielerwedstrijd Milaan-Turijn versloeg hij de Brit Ben Tulett in een sprint-à-deux. Enkele weken later reed hij de Ronde van het Baskenland waar hij in de vierde etappe naar een tweede plaats reed, achter ploeggenoot en eindwinnaar João Almeida. Del Toro sleepte het jongerenklassement binnen.
Zijn eerstvolgende wedstrijd was de Ronde van Italië, die dat jaar startte in Albanië. In de zevende etappe finishte hij als tweede achter zijn ploeggenoot Juan Ayuso en steeg hiermee naar de derde plaats in het algemene klassement. Twee dagen later, in de negende etappe, kwam Del Toro wederom op het podium. Ditmaal moest hij zijn meerdere erkennen in Wout van Aert die hem versloeg in de sprint. Het tijdsverschil met leider Diego Ulissi was dusdanig dat Del Toro de leiderstrui van hem overnam. Ayuso kwam op een tweede plaats in het algemene klassement, het tijdsverschil tussen beiden was meer dan een minuut. In de zeventiende etappe breidde hij zijn voorsprong uit met enkele seconden door de etappe te winnen. Romain Bardet en Richard Carapaz eindigden vier seconden later. Simon Yates, samen met Carapaz de grootste uitdager van Del Toro voor de roze trui, finishte vijftien seconden na Del Toro. Twee etappes later, in de Koninginnenrit naar Champoluc, finishte Del Toro in dezelfde tijd als Carapaz en stond wederom op het podium, ditmaal won Nicolas Prodhomme de etappe. De voorsprong op Yates wist Del Toro nog iets meer uit te breiden, de Brit finishte 24 seconden later. In de laatste bergetappe, van Verrès naar Sestrière, lag tevens het zogeheten dak van deze Grote Ronde. In deze laatste etappe gold Wout van Aert als satellietrenner voor de Nederlandse wielerploeg Team Visma-Lease a Bike. Toen het moment daar was liet de Belg zich uitzakken om ploeggenoot Yates te helpen. Del Toro besloot zich volledig te focussen op de acties van naaste concurrent Carapaz. Doordat Del Toro de aandacht volledig vestigde op de Ecuadoriaan kon Yates een voorsprong opbouwen van bijna vijf minuten. Del Toro opende een schaakspel met Carapaz waarvan Yates gebruikmaakte. Del Toro gaf op deze manier zijn eindzege weg aan de Brit, die de voorsprong van amper anderhalve minuut ruimschoots goedmaakte. Daarentegen won Del Toro wel het jongerenklassement.
Na een maand van afwezigheid verscheen hij begin juni weer op het wielertoneel toen hij startte in de Ronde van Oostenrijk. Hij reed naar etappewinst in de tweede, derde en vierde etappe. Door zijn goede etapperesultaten won hij ook het eind-, punten- en jongerenklassement. Ook op zijn eerstvolgende wedstrijddag reed hij naar de winst; hij won de tweede editie van de Clásica Terres de l'Ebre. Hij hielp enkele dagen later Igor Arrieta aan zijn eerste profzege in de Prueba Villafranca de Ordizia.

## Palmares

### Overwinningen
2023
6e etappe Ronde van de Toekomst
Eind-, punten-, berg- en jongerenklassement Ronde van de Toekomst.
2024
2e etappe Tour Down Under
Jongerenklassement Tour Down Under
1e etappe Ronde van Asturië
Eind-, punten- en jongerenklassement Ronde van Asturië
2025
Milaan-Turijn
Jongerenklassement Ronde van het Baskenland
17e etappe Ronde van Italië
 Jongerenklassement Ronde van Italië
2e, 3e en 4e etappe Ronde van Oostenrijk
Eind-, punten- en jongerenklassement Ronde van Oostenrijk
Clásica Terres de l'Ebre
Circuito de Getxo
Eind- en jongerenklassement Ronde van Burgos

### Resultaten in voornaamste wedstrijden
| Jaar | Ronde van Italië | Ronde van Frankrijk | Ronde van Spanje |
| ---- | ---------------- | ------------------- | ---------------- |
| 2024 |                  |                     | 36e              |
| 2025 | ↑ (1)            |                     |                  |

| Jaar | Milaan-San Remo | Strade Bianche | Clásica San Sebastián |  | Wereldranglijsten |
| ---- | --------------- | -------------- | --------------------- |  | ----------------- |
| 2024 | 73e             | opgave         | 49e                   |  | 57e (UWR)         |
| 2025 | 13e             | 33e            | 5e                    |  |                   |

### Resultaten in kleinere rondes
| Jaar | Tour Down Under | Tirreno-Adriatico | Ronde van het Baskenland | Ronde van Zwitserland |
| ---- | --------------- | ----------------- | ------------------------ | --------------------- |
| 2024 | ↑ (1)           | 4e                | 7e                       | 13e                   |
| 2025 |                 | 19e               | 15e                      |                       |

(*) tussen haakjes aantal individuele etappeoverwinningen

## Ploegen
- 2021 –  A.R. Monex CX Pro Cycling Team
- 2022 –  A.R. Monex CX Pro Cycling Team
- 2023 –  A.R. Monex CX Pro Cycling Team
- 2024 –  UAE Team Emirates
- 2025 –  UAE Team Emirates-XRG

Almeida · Arrieta · Ayuso · Baroncini · Bax · Bjerg · Christen · Covi · del Toro · Fisher-Black · Großschartner · Hirschi · Hodeg · Laengen · Majka · McNulty · Molano · Morgado · Novak · I. Oliveira · R. Oliveira · Pogačar · Politt · Sivakov · Soler · Ulissi · Vine · Vink · Wellens · Yates